# 西南印度洋熱帶氣旋季

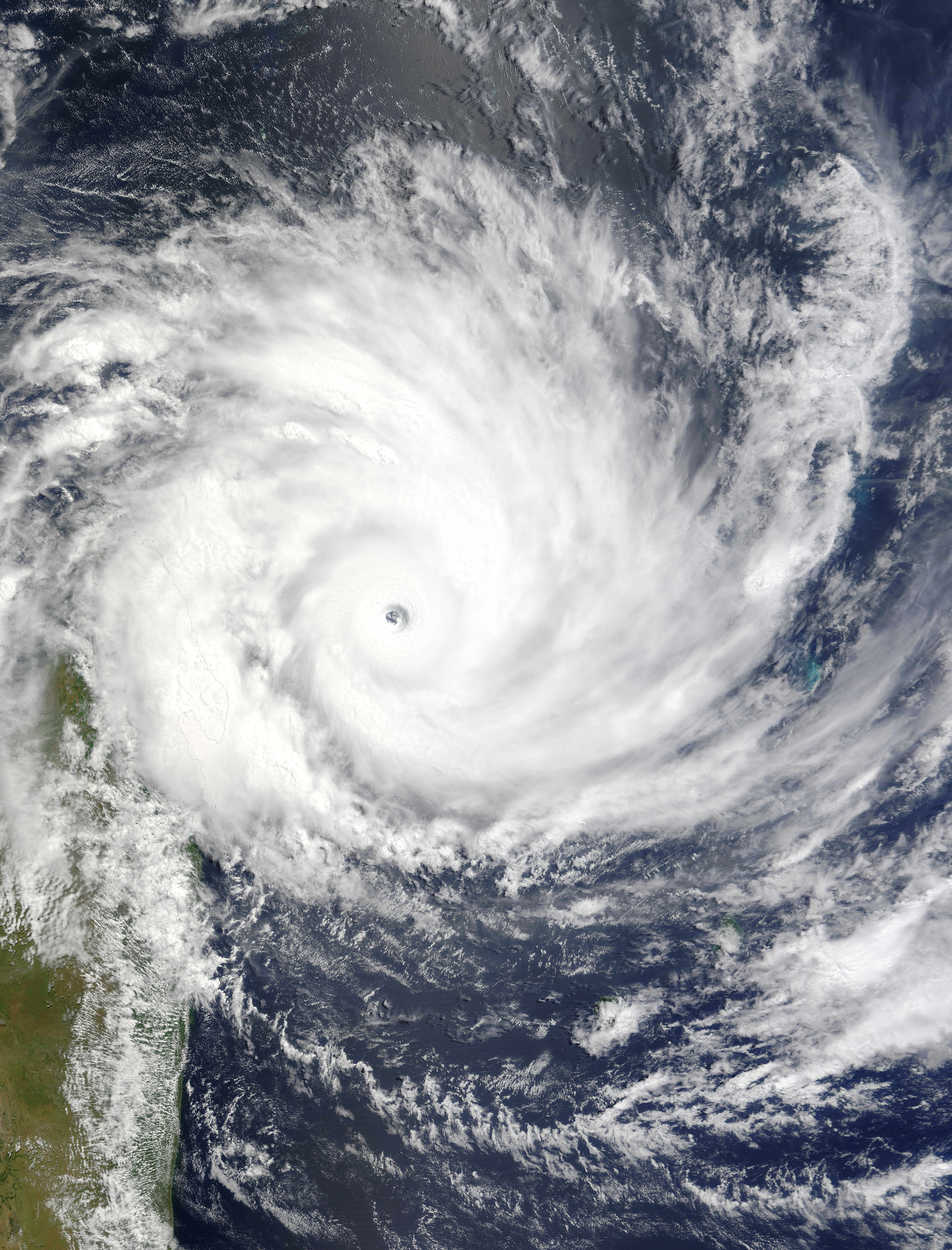
氣旋加菲洛的卫星图像，西南印度洋有紀錄以來氣壓最低的熱帶氣旋

西南印度洋熱帶氣旋季是每年週期發生在西南印度洋（赤道以南、東經90度線以西及非洲海岸以東的區域）上的風季。區域內熱帶氣旋一般於11月至翌年4月之間生成。

## 風暴的警報與命名
世界氣象組織於1993年指定法國氣象局的留尼旺分支為西南印度洋的熱帶氣旋區域專責氣象中心，負責對該區域的熱帶氣旋發佈警報。一般而言，估計熱帶氣旋強度時，會利用美國國家海洋及大氣管理局提供的衛星圖片，並採用德沃夏克分析法。
聯合颱風警報中心亦會就區域內熱帶氣旋發布警報。然而，估算風速時，法國氣象局及大多數其他區域氣象局使用10分鐘持續風速，聯合颱風警報中心則會使用1分鐘持續風速。後者風速約為前者的1.12倍。
當區域內一個熱帶風暴的10分鐘持續風速達到64節（每小時118公里）或以上時，法國氣象局便會將之分類為熱帶氣旋（這比起「熱帶氣旋」一詞一般的意義狹窄）。此分類等同其他洋區的颶風或颱風。
區域內熱帶系統的強度達到中度熱帶風暴時，便會獲命名。命名機構則視乎風暴生成經度：若為東經55度以西，則由馬達加斯加命名；若為東經55至90度，則由毛里求斯命名。

## 統計
1980－1981年風季至2015－2016年風季之間，西南印度洋每年平均有9.3個熱帶風暴（10分鐘持續風速達每小時63公里）生成，而平均有5.0個風暴達到熱帶氣旋（10分鐘持續風速達每小時118公里）級別。截至2002年，西南印度洋每年平均有54天有活躍熱帶系統，當中20天有活躍熱帶氣旋級別風暴。風季開始及結束日期的中位數則分別為11月17日及4月20日。